# Campionato europeo femminile di pallacanestro 1995
Il 25º Campionato europeo femminile di pallacanestro FIBA (noto anche come FIBA Eurobasket Women 1995) si è tenuto a Brno in Repubblica Ceca dall'8 al 18 giugno 1995.
I Campionati Europei Femminili di Pallacanestro sono una manifestazione biennale tra le squadre nazionali del continente, organizzato dalla FIBA Europe.

## Squadre partecipanti
| Gruppo A Italia Russia Rep. Ceca Lituania Jugoslavia Francia Germania | Gruppo B Ucraina Slovacchia Croazia Moldavia Spagna Romania Ungheria |

## Gironi di qualificazione

### Gruppo A
| Team          | Pt | V - P | PF - PS   |
| ------------- | -- | ----- | --------- |
| 1. Italia     | 12 | 6 - 0 | 374 - 329 |
| 2. Russia     | 10 | 5 - 1 | 459 - 387 |
| 3. Rep. Ceca  | 8  | 4 - 2 | 422 - 408 |
| 4. Lituania   | 4  | 2 - 4 | 396 - 408 |
| 5. Jugoslavia | 4  | 2 - 4 | 353 - 382 |
| 6. Francia    | 4  | 2 - 4 | 394 - 430 |
| 7. Germania   | 0  | 0 - 6 | 387 - 441 |

### Gruppo B
| Team          | Pt | V - P | PF - PS   |
| ------------- | -- | ----- | --------- |
| 1. Ucraina    | 10 | 5 - 1 | 416 - 359 |
| 2. Slovacchia | 10 | 5 - 1 | 417 - 373 |
| 3. Croazia    | 8  | 4 - 2 | 428 - 414 |
| 4. Moldavia   | 6  | 3 - 3 | 410 - 451 |
| 5. Spagna     | 4  | 2 - 4 | 493 - 453 |
| 6. Romania    | 2  | 1 - 5 | 368 - 439 |
| 7. Ungheria   | 2  | 1 - 5 | 418 - 461 |

## Fase a eliminazione diretta
|  | Quarti di finale      | Quarti di finale      |                       |        | Semifinali                | Semifinali                |  |  | Finale                | Finale |
|  |                       |                       |                       |        |                           |                           |  |  |                       |        |
|  | 16 giugno 1995 - Brno |                       |                       |        |                           |                           |  |  |                       |        |
|  |                       |                       |                       |        |                           |                           |  |  |                       |        |
|  | Moldavia              | 43                    |                       |        |                           |                           |  |  |                       |        |
|  | Moldavia              | 43                    | 17 giugno 1995 - Brno |        |                           |                           |  |  |                       |        |
|  | Italia                | 74                    |                       |        |                           |                           |  |  |                       |        |
|  | Italia                | 74                    | Italia                | 65     |                           |                           |  |  |                       |        |
|  | 16 giugno 1995 - Brno |                       | Italia                | 65     |                           |                           |  |  |                       |        |
|  |                       | Slovacchia            | 46                    |        |                           |                           |  |  |                       |        |
|  | Ucraina               | Slovacchia            | 46                    | 76     |                           |                           |  |  |                       |        |
|  | Ucraina               |                       | 18 giugno 1995 - Brno | 76     |                           |                           |  |  |                       |        |
|  | Lituania              | 72                    |                       |        |                           |                           |  |  |                       |        |
|  | Lituania              | 72                    | Italia                | 66     |                           |                           |  |  |                       |        |
|  | 16 giugno 1995 - Brno |                       | Italia                | 66     |                           |                           |  |  |                       |        |
|  |                       | Ucraina               | 77                    |        |                           |                           |  |  |                       |        |
|  | Slovacchia            | Ucraina               | 77                    | 85     |                           |                           |  |  |                       |        |
|  | Slovacchia            | 17 giugno 1995 - Brno |                       | 85     |                           |                           |  |  |                       |        |
|  | Rep. Ceca             | 75                    |                       |        |                           |                           |  |  |                       |        |
|  | Rep. Ceca             | 75                    | Russia                | 64     | Finale per il terzo posto | Finale per il terzo posto |  |  |                       |        |
|  | 16 giugno 1995 - Brno |                       | Russia                | 64     | Finale per il terzo posto | Finale per il terzo posto |  |  |                       |        |
|  |                       | Ucraina               | 69                    |        |                           |                           |  |  |                       |        |
|  | Croazia               | Ucraina               | 69                    | 72     | Slovacchia                | 50                        |  |  |                       |        |
|  | Croazia               |                       |                       | 72     | Slovacchia                | 50                        |  |  |                       |        |
|  | Russia                | 81                    |                       | Russia | 69                        |                           |  |  |                       |        |
|  | Russia                | 81                    |                       |        | 69                        |                           |  |  |                       |        |
|  |                       |                       |                       |        |                           |                           |  |  | 18 giugno 1995 - Brno |        |
|  |                       |                       |                       |        |                           |                           |  |  |                       |        |

## Classifica finale
| Campione d'Europa | Campione d'Europa | Campione d'Europa |
| --- | ----------------- | --- |
| Ucraina4 Kyryčenko, 5 Burenok, 6 Žyrko, 7 Oberemko, 8 Svyrydova, 9 Tkačenko, 10 Navroc'ka, 11 Dovhaljuk, 12 Matvjejeva, 13 Syl'janova, 14 Šljachova, 15 Nazarenko, All. Volodymyr Ryžov |                   | |
| Argento | Italia            | Italia4 Adamoli, 5 Bonfiglio, 6 Balleggi, 7 Paparazzo, 8 Gardellin, 9 Caselin, 10 Ballabio, 11 Pollini, 12 Rezoagli, 13 Tufano, 14 Arnetoli, 15 Schiesaro, All. Riccardo Sales                          |
| Bronzo | Russia            | Russia4 Nikonova, 5 Latyševa, 6 Kušč, 7 Marilova, 8 Baranova, 9 Svinuchova, 10 Keller, 11 Mozgovaja, 12 Sumnikova, 13 Šakirova, 14 Larina, 15 Burmistrova, All. Evgenij Gomel'skij                      |
| 4. | Slovacchia        | Slovacchia4 Polónyiová, 5 Hudecová, 6 Kotočová, 7 Slošiarová, 8 Garbová, 9 Huťková, 10 Hiráková, 11 Belanská, 12 Janoštinová, 13 Kováčová, 14 Rázgová, 15 Kuklová, All. Marián Matyáš                   |
| 5. | Lituania          | Lituania4 Jutelytė, 5 Jodeikaitė, 6 Galdikienė, 7 Štreimikytė, 8 Aleliūnaitė, 9 Berūkštienė, 10 Zakalskienė, 11 Kaušaitė, 12 Vilutytė, 13 Dambrauskaitė, 14 Tuomaitė, 15 Kurtinaitienė, All. -          |
| 6. | Moldavia          | Moldavia4 Cazac, 5 Milchina, 6 Macovchina, 7 Suetina, 9 Chipakina, 10 Balitcaia, 11 Cotiga, 12 Nedilea, 13 Ryzhova, 14 Shpitzindel, 15 Svisceva, All. Anatolij Petrosjan                                |
| 7. | Rep. Ceca         | Rep. Ceca4 Pokorná, 5 Matějková, 6 Valová, 7 Němcová, 8 Jarchovská, 9 Vodičková, 10 Nakielná, 11 Tučková, 12 Klečková, 13 Antoničová, 14 Samsonová, 15 Bobrovská, 16 Květoňová, All. Miroslav Vondřička |
| 8. | Croazia           | Croazia4 Kovač, 5 Pretreger, 6 Antić, 7 Hlede, 8 Grgin, 9 Nakić, 10 Grabovac, 11 Lelas, 12 Tabak, 13 Baranović, 14 Longin, 15 Kireta, All. -                                                            |
| 9. | Spagna            | Spagna4 Grande, 5 Mújica, 6 Anula, 7 Rodríguez, 8 Alonso, 9 Valdemoro, 10 Valero, 11 Álvaro, 12 Messa, 13 Bezos, 14 Cebrián, 15 Sánchez, All. Manuel Coloma                                             |
| 10. | Jugoslavia        | Jugoslavia4 Bogojević, 5 Ilić, 6 Sekulić, 8 Ćosić, 9 Vilipić, 10 Hadžić, 11 Bjedov, 12 Momirov, 13 Gostiljac, 14 Arbutina, 15 Mirković, All. Dragomir Bukvić                                            |
| 11. | Francia           | Francia5 Dumas, 6 Zago, 7 Soussi, 8 Souvré, 9 Sauret, 10 Force, 11 Vivenot, 12 Kpokpoya, 13 Fijalkowski, 14 Lesdema, 15 Melain, All. Paul Besson                                                        |
| 12. | Ungheria          | Ungheria4 Balázs, 5 Csávás, 6 Bagoly, 7 Balogh, 8 Újvári, 9 Seres, 10 Nagy, 11 Horváth, 12 Kalmár-Nagy, 13 Iványi, 14 Eördögh, 15 Zsolnay, All. László Killik                                           |
| 13. | Romania           | Romania4 Tocală, 5 Pop, 6 Enyedi, 7 Cârstea, 8 Simion, 9 Moise, 10 Dragoș, 11 Moroșanu, 12 Nițulescu, 13 Marcovici, 14 Brosovszky, 15 Nicolae, All. -                                                   |
| 14. | Germania          | Germania4 Meyer, 5 Hohl, 6 Ishaque, 7 Plescher, 8 Kuypers, 9 Pfeifer, 10 Krätschmann, 11 Eggert, 12 Göttsche, 13 Kehrenberg, 14 Askamp, 15 Roth, All. Bernd Motte                                       |